# IEEE 802.1ad
IEEE 802.1ad è uno standard definito dall'ente internazionale IEEE nell'ambito del gruppo 802.1 sull'architettura delle reti dati basate sul protocollo Ethernet.
L'ultima versione, intitolata 802.1ad Provider Bridges, è stata approvata l'8 dicembre 2005 e pubblicata il 26 maggio 2006.

## Caratteristiche
La normativa è un'estensione dei concetti definiti nello standard IEEE 802.1Q verso reti multiutente gestite da un operatore (Provider) proprietario della rete usata per collegare tra loro le LAN dei singoli utenti.
Lo standard IEEE 802.1Q, con un'opportuna estensione dell'header della trama Ethernet che aggiunge un tag di LAN Virtuale (Virtual-LAN o VLAN tag), consente la possibilità di definire delle LAN virtuali all'interno di una singola rete, tenendo distinto e separato il traffico relativo a ciascuna LAN virtuale. In questo modo è possibile partizionare le risorse di rete tra più utenti distinti, a cui sono assegnate una o più LAN virtuali, rendendo di fatto la rete di tipo multi-utente. Tuttavia, questo meccanismo presenta alcuni vincoli:
1. Il numero massimo di LAN virtuali definibili all'interno di una rete è limitato dalla dimensione definita per l'identificatore di VLAN. Essendo questo definito su 12 bit, il numero massimo di LAN virtuali distinte all'interno di una rete è pari a 212=4096, numero che in pratica si riduce in quanto tradizionalmente i valori di VLAN 0 e 4095 vengono considerati riservati per uso dell'operatore di rete.
2. È necessario concordare tra tutti gli utenti della rete il valore o i valori specifici di VLAN assegnati a ciascun utente, evitando sovrapposizioni e, se l'utente impiega già per conto suo trame dotate di VLAN tag secondo IEEE 802.1Q, esso deve prima verificare se il valore utilizzato è compatibile con i valori già presenti nella rete ed eventualmente modificare la propria configurazione per adattarsi alle esigenze della rete multi-utente.
3. All'interno della rete multi-utente, in caso di conflitto di risorse (banda assegnata), l'operatore di rete non ha la possibilità di stabilire delle priorità relative tra i traffici di utenti diversi. Infatti, in caso di congestione la scelta del traffico da gestire con priorità più elevata si basa solo sull'informazione di priorità codificata all'interno del VLAN tag (Priority bit o P-bit) e nel caso di trame di tipo 802.1Q questo valore viene assegnato dall'utente esterno e non dall'operatore della rete. La priorità viene quindi gestita solo su base pacchetto, in modo indistinto per tutti gli utenti e senza possibilità di intervento da parte dell'operatore della rete condivisa.

Con l'evoluzione del traffico dati e l'impiego di reti convergenti dati-telefonia, tali vincoli rappresentano un limite per la crescita e la corretta gestione di reti multi-utenza e multi-servizio.
La normativa IEEE 802.1ad mira esplicitamente a superare tali vincoli applicando in modo ricorsivo i concetti dello standard IEEE 802.1Q agli estremi della rete multi-utente, che viene detta "rete del Provider" da cui il termine alternativo di Provider Bridge con cui si indica la tecnologia definita dalla normativa.
In pratica, all'ingresso della rete del Provider all'header della trama Ethernet viene aggiunto, tramite impilamento (stacking), un secondo VLAN tag caratterizzato dalla stessa struttura definita nella normativa 802.1Q ma con valori assegnati dal Provider in modo autonomo. All'interno della rete del Provider, il traffico viene gestito in modo assolutamente analogo a quanto previsto dalla normativa 802.1Q. L'informazione aggiuntiva viene poi rimossa all'uscita della rete del Provider, quando il traffico viene riconsegnato alla rete dell'utente secondo la sua struttura originaria.
La normativa introduce anche una variante nella terminologia per evitare confusioni tra il VLAN tag nativo del traffico utente e quello aggiunto nella rete del Provider: si parla quindi di Customer VLAN o C-VLAN riferendosi al tag della trama 802.1Q (tag che si presuppone già presente nel traffico dei singoli utenti) e di Service VLAN o Stacked VLAN o S-VLAN riferendosi al tag della trama 802.1ad aggiunto dal Provider.
Informalmente è chiamato anche Q in Q o QinQ.

## Formato di trama
Come nel caso della 802.1Q, anche la normativa 802.1ad non modifica il formato della trama Ethernet ma si limita ad estenderne l'header aggiungendo quattro byte:
- I primi 2 byte modificati riguardano il tag protocol identifier TPID. Questo contiene il tag EtherType che viene fissato in 0x88A8, numero che evidenzia il nuovo formato del frame.
- I successivi 2 byte riguardano il tag control information TCI (detto anche Service VLAN Tag o Stacked VLAN Tag, S-VLAN) così suddiviso:
  - priority: Questo campo a 3 bit può essere utilizzato per indicare il livello di priorità assegnato dal gestore della rete (provider) al frame. L'utilizzo di questo campo è definito in IEEE 802.1p.
  - CFI: Campo di 1 bit che indica se i MAC address nel frame sono in forma canonica.
  - S-VID: campo di 12 bit che indica l'ID della S-VLAN aggiuntiva, che possono così essere fino a 4096 (ossia 212). Di queste, la prima (S-VLAN 0) e l'ultima (S-VLAN 4095) sono riservate, quindi gli ID realmente usabili sono 4094.

Il resto del frame Ethernet rimane identico all'originale.
Poiché con la modifica di questo header il frame viene cambiato, il meccanismo di incapsulazione di 802.1ad richiede il ricalcolo del campo FCS nel trailer Ethernet.

## Meccanismo
La normativa identifica in modo chiaro i confini della rete multi-utente di tipo Provider come i punti (porte) in cui avviene l'aggiunta o la rimozione della S-VLAN. Nelle porte di accesso alla rete Provider, la S-VLAN viene assegnata dal Provider sulla base dei valori di C-VLAN indicati dall'utente. Va notato che questa negoziazione avviene solo tra il Provider e il singolo utente, che è quindi libero di usare per il suo traffico tutti i valori di C-VLAN desiderati senza dover tener conto dei valori usati dagli altri utenti della rete (come invece è necessario nel caso di reti 802.1Q). Sarà cura solo del Provider scegliere un valore o un campo di valori di S-VID univoco in modo da tenere distinti i traffici dei vari utenti, per i quali questa operazione di assegnamento della S-VID diviene trasparente.
All'interno della rete Provider, per la distribuzione del traffico e la gestione delle priorità viene preso in considerazione esclusivamente l'S-VLAN. Nelle porte in uscita dalla rete del Provider, l'S-VLAN viene rimosso e il pacchetto viene riconsegnato nella rete del Customer con la sua C-VLAN originaria (trasporto trasparente).
In ingresso, la S-VID può essere assegnata a tutto il traffico proveniente da una porta, che si assume in questo caso completamente dedicata a un utente, oppure solo a un sottoinsieme di valori di C-VLAN, consentendo così un'ulteriore differenziazione del traffico. Questa operazione di associazione tra C-VLAN e S-VID viene definita classificazione del traffico. Grazie a questa operazione, su una rete di tipo Provider è possibile definire un totale di 212 * 212= 16.777.216 traffici differenti, equivalenti ad altrettante LAN virtuali.
In aggiunta a questo, il Provider può assegnare liberamente anche i tre bit di priorità previsti nella S-VLAN, in linea di principio in modo indipendente dal valore di priorità presenti nel C-VLAN. Questo consente, in caso di congestione di traffico, di stabilire delle priorità di traffico relative tra le varie S-VLAN, ossia tra i vari utenti, nonché di controllare l'allocazione e le modalità di accesso alla banda disponibile (operazione di policing e di gestione della qualità del servizio, QoS). Pertanto, in una rete basata su 802.1ad, è perfettamente possibile che un pacchetto appartenente all'utente X e definito a bassa priorità nella C-VLAN venga associato a una S-VLAN ad alta priorità e quindi avere la precedenza su un pacchetto di un utente Y a più alta priorità nella C-VLAN ma associato a una S-VLAN meno prioritaria rispetto a quella dell'utente X.

## Campo di utilizzo
La tecnologia descritta nella normativa IEEE 802.1ad trova un campo di utilizzo nella distribuzione di dati su reti telefoniche o geografiche come ad esempio nel caso dei cosiddetti contenuti Triple play (internet, video on demand e Voice over IP tramite ADSL o telefonia mobile) e nelle reti di trasporto telefonico o dati che offrono come servizio l'interconnessione geografica tra reti o sottoreti distribuite (per esempio, reti aziendali multisito).